# Јужноафричка жирафа
Јужноафричка жирафа (лат. Giraffa camelopardalis giraffa) је једна од 9 подврста жирафе. Насељава север Јужноафричке Републике, те крајње јужне делове Боцване, Зимбабвеа и Мозамбика. Мрље на крзну су полигоналне, са рецкастим ивицама, на светлој подлози.